# Jičina

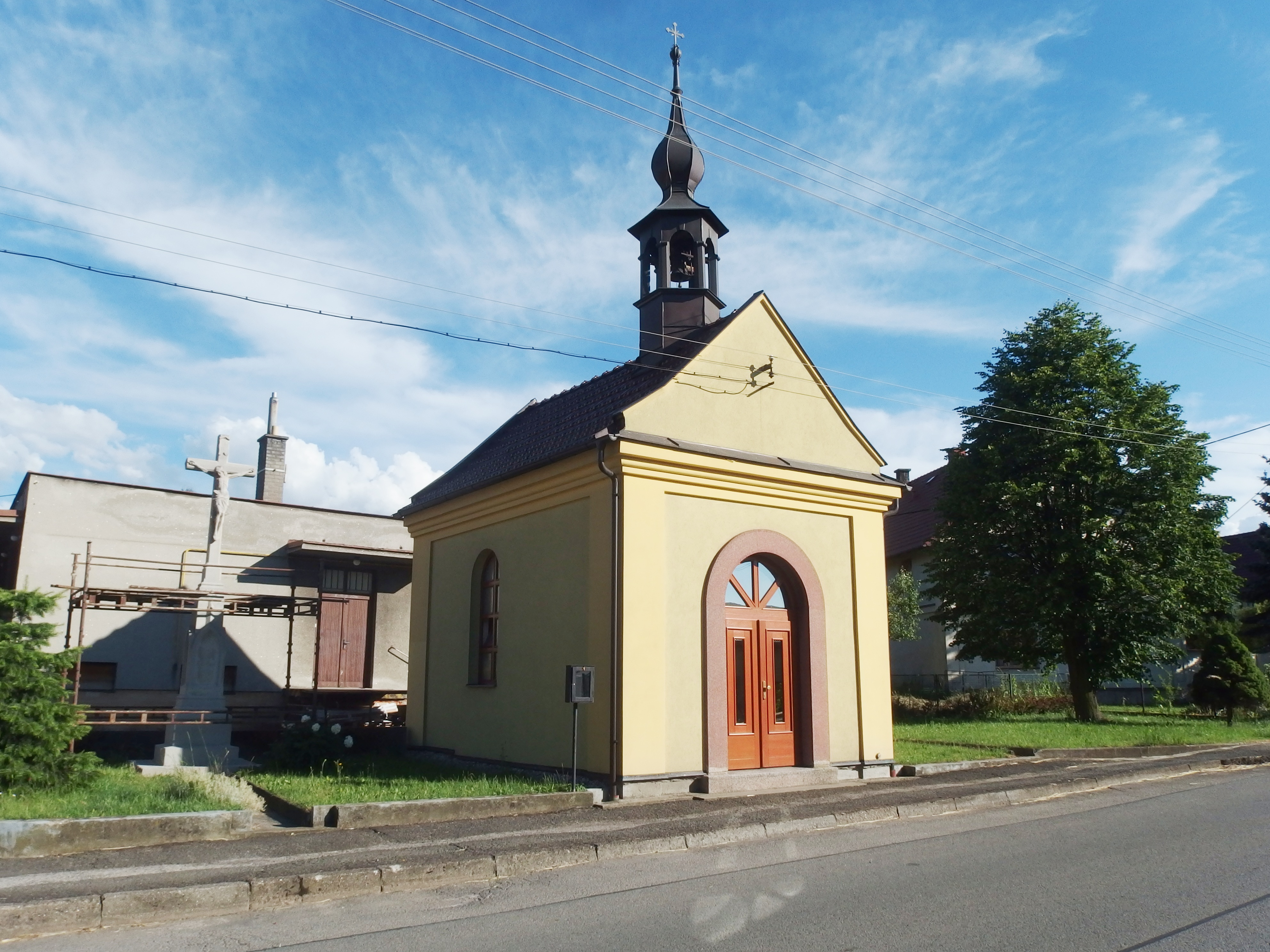
Kapelle

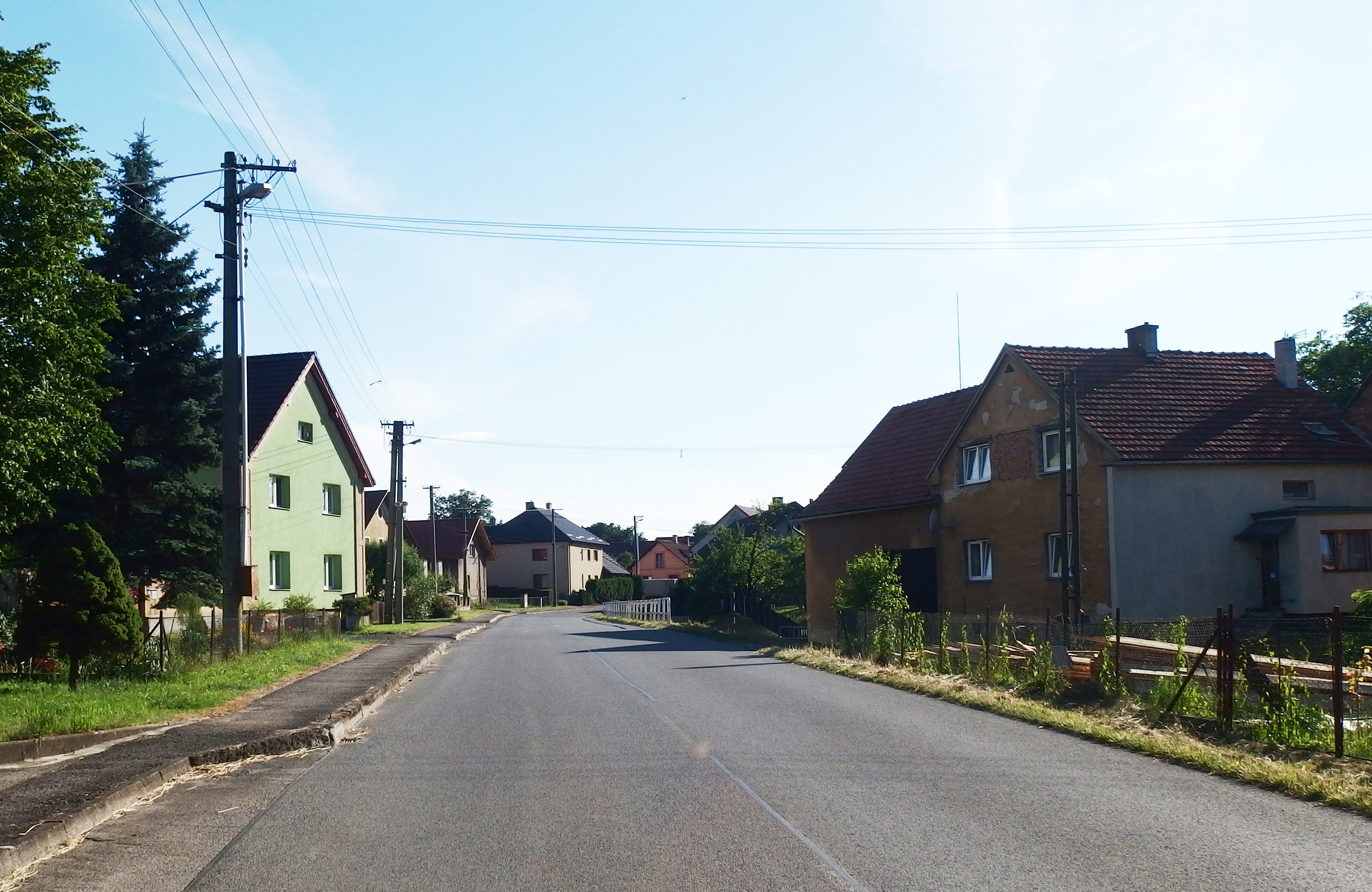
Dorfstraße

Jičina (deutsch Itschina, auch Gitschina, 1939–45 Jitschin) ist ein Ortsteil der Gemeinde Starý Jičín in Tschechien. Er liegt fünf Kilometer südwestlich von Nový Jičín und gehört zum Okres Nový Jičín.

## Geographie
Jičina befindet sich im Tal der Grasmanka bzw. Jičina in den Ausläufern der Podbeskydská pahorkatina (Vorbeskidenhügelland). Das Dorf liegt am Rande des Naturparks Podbeskydí. Am nördlichen Ortsrand verläuft die Staatsstraße I/48 zwischen Bělotín und Nový Jičín. Im Norden erhebt sich der Starojický kopec (Burgberg, 496 m n.m.) mit der Burgruine Starý Jičín, östlich der Svinec (Schwinz, 546 m n.m.), im Südosten die Strážnice (545 m n.m.), südlich der Dlouhý kopec (585 m n.m.), die Petřkovická hora (608 m n.m.) und der Horečky (406 m n.m.).
Nachbarorte sind Starý Jičín im Norden, Žlabec, Loučka und Horní Předměstí im Nordosten, Čertův Mlýn und Bludovice im Osten, Kojetín und Straník im Südosten, Jasenice und Petřkovice im Süden, Janovice, Palačov und Vysoká im Südwesten, Starojická Lhota im Westen sowie Polouvsí im Nordwesten.

## Geschichte
Jičina entstand wahrscheinlich bereits im 13. Jahrhundert im Tal unterhalb des Suburbiums Giczin. Bis ins 17. Jahrhundert wurde die dörfliche Ansiedlung dem Markt Alt Titschein zugerechnet. Im Jahre 1639 wurde Giczin erstmals als eigenständiges Dorf unter den Gütern der Burg Alt Titschein aufgeführt. Besitzer der Herrschaft waren zu dieser Zeit die Freiherren Hofmann von Grünbüchel. Ihnen folgten ab 1706 die Freiherren Zeno zum Danhaus und ab 1772 die Reichsgrafen von Seilern und Aspang.
Im Jahre 1835 bestand Itschina bzw. Gyčina aus 57 Häusern, in denen 463 Personen lebten. Pfarrort war Alt Titschein. Bis zur Mitte des 19. Jahrhunderts blieb Itschina der Herrschaft Alt Titschein untertänig.
Nach der Aufhebung der Patrimonialherrschaften bildete Jičina ab 1849 eine Gemeinde im Gerichtsbezirk Wallachisch Meseritsch. Ab 1869 gehörte Jičina zum Bezirk Neutitschein. Zu dieser Zeit hatte das Dorf 375 Einwohner und bestand aus 59 Häusern. 1875 verkaufte Karl Maximilian von Seilern und Aspang das Schloss Starý Jičín für 2500 Gulden an die Gemeinden Starý Jičín, Vlčnov, Jičina und Kojetín, die es zu einer Schule umbauten. Im Jahre 1900 lebten in Jičina 394 Personen, 1910 waren es 448. 1905 erwarb Friedrich Deym von Střítež die Grundherrschaft Starý Jičín. Im Jahre 1930 bestand  Jičina aus 71 Häusern und hatte 488 Einwohner. Nach dem Münchner Abkommen wurde das rein mährischsprachige Dorf 1938 zunächst dem Deutschen Reich zugeschlagen. Im Zuge weiterer Grenzregulierungen wurde die Gemeinde am 24. November 1938 wieder aus dem Landkreis Neu Titschein ausgegliedert und an die Tschechoslowakei zurückgegeben; an der nördlichen Gemarkungsgrenze verlief die Staatsgrenze zum Deutschen Reich. 1939 gab es in dem Dorf zwei Mühlen, ein Sägewerk und einen Steinbruch. Bis 1945 war Jičina dem neu gebildeten Bezirk Wallachisch Meseritsch zugeordnet und kam nach Kriegsende wieder zum Okres Nový Jičín zurück. 1957 wurde die JZD Jičina gegründet, sie wurde 1973 mit anderen Genossenschaften zur JZD Starojicko fusioniert. Mit Beginn des Jahres 1979 wurde Jičina nach Starý Jičín eingemeindet. Beim Zensus von 2001 lebten in den 83 Häusern von Jičina 287 Personen. Zum 1. Januar 2018 hatte das Dorf 263 Einwohner und bestand aus 94 Häusern.

## Ortsgliederung
Der Ortsteil Jičina bildet einen Katastralbezirk.

## Sehenswürdigkeiten
- Kapelle im Dorf
- Gedenkstein für die Gefallenen des Ersten Weltkrieges
- Augenbrünnel (Oční studánka) mit zwei Kapellen, östlich des Dorfes am Fuße des Svinec
- Burgstätte Požaha, südlich des Dorfes. Die Funde lassen sich der Hallstattkultur, Latènekultur und Puchauer Kultur zuordnen.[3]

## Persönlichkeiten
- Franz Link (1869–1937), österreichisch-tschechoslowakischer Gewerkschafter und Politiker